# IC 4790
IC 4790 је спирална галаксија у сазвјежђу Паун која се налази на листи објеката дубоког неба у Индекс каталогу.
Деклинација објекта је - 64° 55' 42" а ректасцензија 18h 56m 32,2s. Привидна величина (магнитуда) објекта IC 4790 износи 13,3 а фотографска магнитуда 14,0. Налази се на удаљености од 55,220 милиона парсека од Сунца. IC 4790 је још познат и под ознакама ESO 104-23, IRAS 18516-6459, PGC 62590.